# Проклятие девятой симфонии
Проклятие девятой симфонии — суеверие, состоящее в том, что, начиная с Бетховена, всякий композитор, написавший симфонию № 9, умирает вскоре после этого.

## Происхождение легенды
Считается, что впервые о Проклятии девятой симфонии заявил Арнольд Шёнберг, приписав изобретение этого предрассудка Густаву Малеру. Согласно Шёнбергу, Малер держал в уме два прецедента: самого Бетховена, умершего во время работы над Десятой симфонией, и Антона Брукнера, в конце жизни работавшего над Девятой (финал которой, по-видимому, так и остался недописанным), однако по сути дела эта симфония тоже была десятой, потому что от одной из своих симфоний Брукнер отказался, поставив на ней вместо номера знак ∅ (теперь эта симфония известна как Нулевая симфония Брукнера); строго говоря, ранее Брукнером была написана ещё одна симфония, но это сочинение сам композитор изначально считал ученическим опытом. Брукнер в своём творчестве непосредственно ориентировался на Бетховена и, приступая к своей Девятой симфонии, намеренно взял для неё ту же тональность, в которой написана Девятая симфония Бетховена. Малер, по утверждению Шёнберга, увидел во всём этом мистическую закономерность и попытался обойти её, дав подзаголовок «симфония» своему произведению «Песнь о земле», представляющему собой шестичастный вокальный цикл для двух голосов с оркестром. После этого он завершил свою Девятую симфонию и умер во время работы над Десятой (характерно, что и у Бетховена была непронумерованная Хоральная симфония). «Те, кто написал свою Девятую, подходят слишком близко к потустороннему», — заметил по этому поводу Шёнберг в речи памяти Малера 12 октября 1912 года.
В дальнейшем в число композиторов, на которых распространилось Проклятие девятой симфонии, стали включать Франца Шуберта и Антонина Дворжака. В настоящее время принято считать, что Шуберту принадлежит девять симфоний, хотя две из них не были закончены автором (симфония №8, так называемая «Неоконченная», состоит из двух завершённых частей и наброска третьей; симфония ми мажор написана полностью, но никогда не была оркестрована). Дворжак написал именно девять симфоний, но первая из них при жизни автора не исполнялась оркестром и не публиковалась; более того, сам Дворжак считал её рукопись безвозвратно потерянной. Более или менее очевидно, что ни Малер, ни Шёнберг не имели их в виду.

## Дальнейшая история вопроса
В настоящее время вспоминающие о Проклятии девятой симфонии приводят целый ряд композиторов XX века, чьё симфоническое творчество остановилось на девятой симфонии. Наиболее значительные среди этих имён — Ральф Воан Уильямс, Малкольм Арнольд, Курт Аттерберг, Роджер Сешенс, Эгон Веллес. Александр Глазунов во второй половине 1900-х гг. начал работу над своей девятой симфонией, но отложил по завершении первой части и более к замыслу не возвращался, прожив ещё два с половиной десятилетия. Девятая симфония стала последней и для Альфреда Шнитке, писавшего её непосредственно перед смертью; кроме того, занявшийся по просьбе вдовы Шнитке воссозданием произведения Николай Корндорф умер во время этой работы (эта редакция была завершена Александром Раскатовым и исполнена под управлением Денниса Рассела Дэвиса; существует также более ранняя и сильно отличающаяся реконструкция Геннадия Рождественского).
Дмитрий Шостакович, приступая к работе над своей Девятой симфонией, помнил об исторических прецедентах. После неё Шостакович написал ещё шесть. Однако, по мнению музыковеда Соломона Волкова, Проклятие всё-таки настигло Шостаковича: Девятая симфония с её ёрническим колоритом вызвала резкое недовольство Сталина, за которым последовали крупные неприятности в жизни и карьере Шостаковича на рубеже 1940—1950-х годов.
Безусловно, в XX веке было и немало других авторов, написавших более девяти симфоний; среди них, в частности, Ханс Вернер Хенце и Эдуард Тубин (по 10), Дэвид Даймонд и Эдмунд Раббра (по 11), Эйтор Вилла-Лобос и Дариус Мийо (по 12), Генри Коуэлл и Аллан Петтерссон (по 17), Моисей Вайнберг (22), Николай Мясковский (27), Алан Хованесс (67) и др.
Никита Богословский назвал свою восьмую симфонию, написанную в 1980-е годы, «Последняя». Композитор утверждал, что он «всё сказал в симфоническом жанре», но многие посчитали, что он просто боится после истории с Бетховеном писать 9-ю симфонию. Однако после 8-й симфонии Богословский отошёл и от песенного творчества, хотя прожил ещё 20 лет.